# Kuma (Kumamoto)
Kuma (jap. 球磨村 Kuma-mura) – wieś w Japonii, na wyspie Kiusiu, w prefekturze Kumamoto. Według danych na rok 2020 miejscowość zamieszkiwało 2 433 mieszkańców , a gęstość zaludnienia wyniosła 11,7 os./km².